# Podkletnoje (obwód smoleński)
Podkletnoje (ros. Подклетное) – wieś (ros. деревня, trb. dieriewnia) w zachodniej Rosji, w osiedlu wiejskim Chochłowskoje rejonu smoleńskiego w obwodzie smoleńskim.

## Geografia
Miejscowość położona jest 0,6 km od drogi federalnej R135 (Smoleńsk – Krasnyj – Gusino), 13,5 km od drogi federalnej R120 (Orzeł – Briańsk – Smoleńsk – Witebsk), 18,5 km od drogi magistralnej M1 «Białoruś», 7,5 km od centrum administracyjnego osiedla wiejskiego (Chochłowo), 24 km od Smoleńska, 11,5 km od najbliższego przystanku kolejowego (443 km).

## Demografia
W 2010 r. miejscowość zamieszkiwała 1 osoba.